# Тешњарске вечери
Тешњарске вечери у Ваљеву је манифестација која са међународним, културним, и туристичко-привредним карактером представља смотру позоришног и филмског стваралаштва. Постоје од 1987. године и најстарији су летњи фестивал у Ваљеву. Одржавају се традиционално сваке године у месецу августу.
Кроз програм организују се и сусрети књижевника, издавача, књижара, врхунских аутора у области класичног и савременог музичког стваралаштва и остварења у области ликовне уметности. Пратећи програми представљају туристичку и привредну понуду града, као и изложбе лековитог биља, наступе културно-уметничких друштава, концерте класичне, духовне, рок и народне музике, трибине, модне ревије, изложбе кућних љубимаца, изложбе слика и фотографија, промоције, дегустације и избор најбоље ракије.